# Miguel Ángel Jiménez

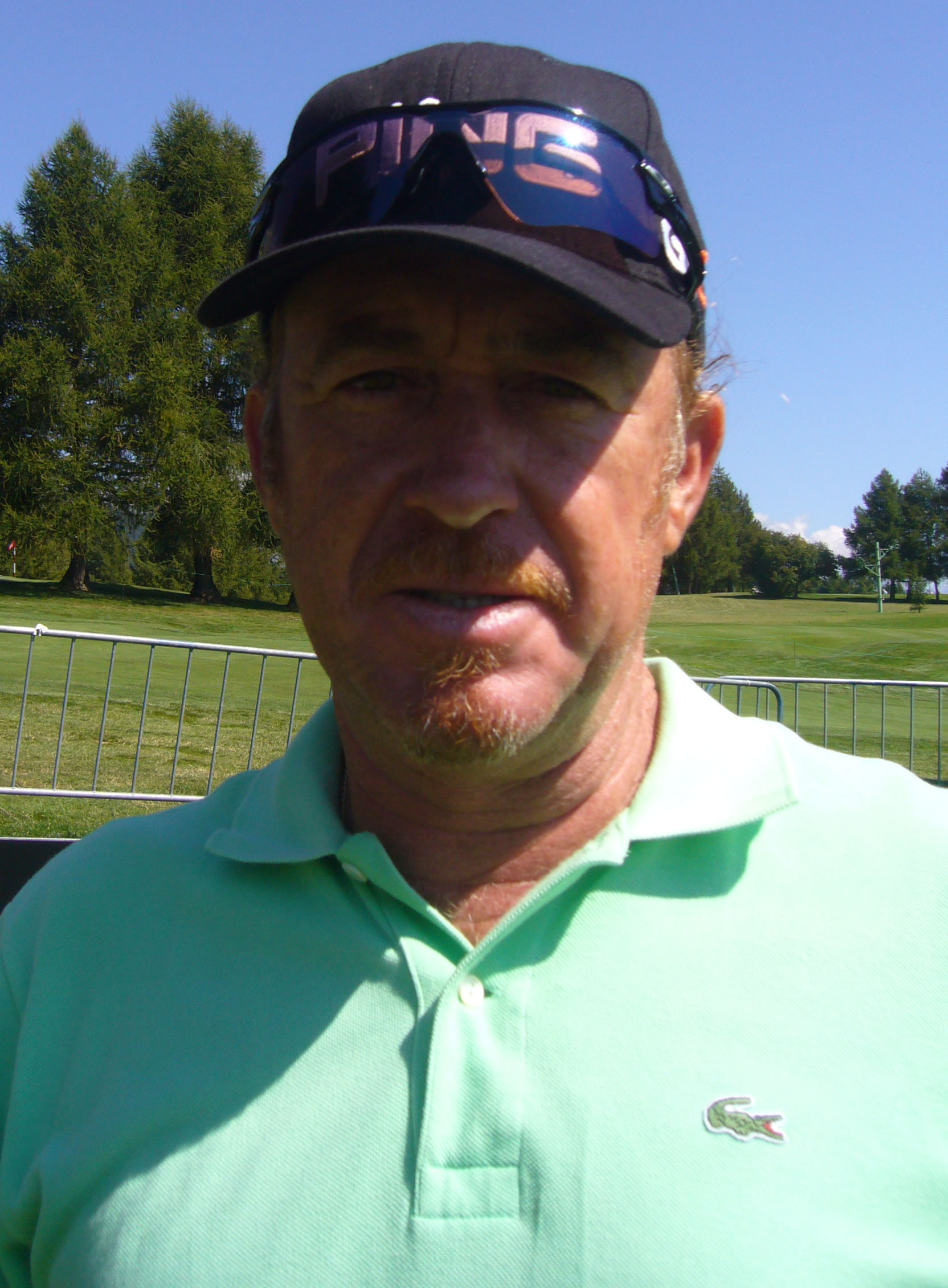
Miguel Ángel Jiménez

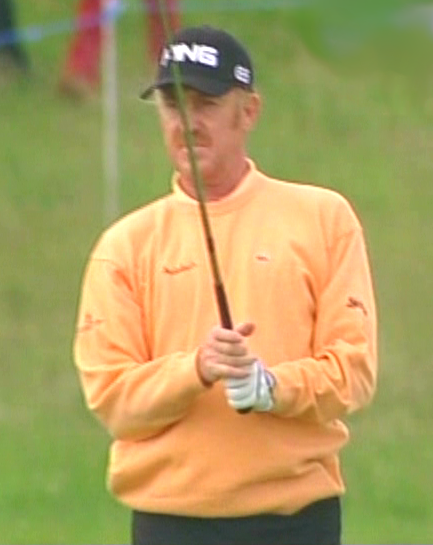
Miguel Ángel Jiménez

Miguel Ángel Jiménez, född 5 januari 1964, är en spansk professionell golfspelare.
Jiménez spelade på PGA European Tour 1988 och blev allt bättre under de första säsongerna på Europatouren. Hans första seger kom i Piaget Belgian Open 1992. Efter det har hans karriär gått i vågor men han har haft tre perioder med stora framgångar och  1994 blev han femma på Europatourens penningliga.
Efter några svaga säsonger kom han tillbaka till toppen 1998 och 1999 då han båda säsongerna blev fyra i penningligan. Under dessa år vann han fyra tävlingar inklusive den prestigefyllda Volvo Masters. 1999 kom han även tvåa i WGC-American Express Championship som är ett av golfens världsmästerskap och samma år spelade han för första gången i Ryder Cup. 2004 kom han åter tillbaka efter några år av sämre spel och blev ytterligare en gång fyra i penningligan efter att ha vunnit fyra europatourtävlingar vilket var fler än någon annan spelare det året. Han behöll sin form 2005 då han vann Omega Hong Kong Open och Celtic Manor Wales Open.

## Meriter

### Segrar på PGA European Tour
- 1992 Piaget Belgian Open
- 1994 Heineken Dutch Open
- 1998 Turespana Masters Open Baleares, Trophee Lancome
- 1999 Turespana Masters - Open Andalucia, Volvo Masters
- 2003 Turespana Mallorca Classic
- 2004 Johnnie Walker Classic, Algarve Open de Portugal, BMW Asian Open, BMW International Open
- 2005 Omega Hong Kong Open, Celtic Manor Wales Open
- 2008 Omega Hong Kong Open, BMW Championship
- 2010 Dubai Desert Classic, Open de France, Omega European Masters
- 2012 UBS Hong Kong Open
- 2013 Hong Kong Open
- 2014 Open de España

### Segrar på Champions Tour
- 2014 Greater Gwinnett Championship

### Övriga segrar
- 1988 Open de L'inforatique (Frankrike)
- 1989 Benson & Hedges Trophy (med Xonia Wunach-Ruiz)
- 1999 Oki Telepizza-Olivia Nova

### Lagtävlingar
- Ryder Cup: 1999, 2004 (segrare), 2008, 2010 (segrare)
- Alfred Dunhill Cup: 1990, 1992, 1993, 1994, 1995, 1996, 1997, 1998, 1999 (segrare), 2000 (segrare)
- World Cup: 1990, 1992, 1993, 1994, 2000, 2001, 2003, 2004, 2005
- The Seve Trophy: 2000 (segrare), 2002, 2003, 2005